# Nubija
Nubija je regija koju čine južni Egipat duž Nila te sjeverni Sudan. Većina današnje Nubije smještena je u Sudanu, a oko četvrtine teritorija u Egiptu. U drevna vremena bila je nezavisno kraljevstvo.  Starogrčki i starorimski pisci je često poistovjećuju s kraljevstvom Kuš.
U davnoj prošlosti na teritoriju Nubije postojale su mnoge kulture i države. Prijestolnica Nubije u vrijeme starog Egipta bio je grad Meroe. Od 7. do 14. stoljeća, u Nubiji je postojalo nekoliko kršćanskih država. Potom je Nubija islamizirana i djelomično naseljena arapskim plemenima. Nubija je kroz povijest bila izvor robova i prirodnih bogatstava (zlata i slonovače).
Njeni stanovnici govore s najmanje dvije varijante nubijske jezične grupe - nilo-saharsku potporodicu koja uključuje Nobiin, Kenuzi-Dongola, Midob i nekoliko varijanti koje se govore u planinama Nuba u južnom Kordofanu. Varijanta (Birgid) se govorila (barem do 1970.) sjeverno od Nyale u Darfuru, ali je danas izumrla. Staronubijski se koristio u vjerskim tekstovima koji datiraju iz 8. i 9. stoljeća, te se smatra pretečom suvremenog Nobiina.

## Vanjske poveznice
Sestrinski projekti
|  | Zajednički poslužitelj ima još gradiva o temi Nubija |